# Pygocentrus nattereri
La piraña de vientre rojo, piraña natt o coicoa (Pygocentrus nattereri) es una especie de pez de remanso teleósteo de la familia Serrasalmidae, en el orden de los Characiformes.

## Morfología

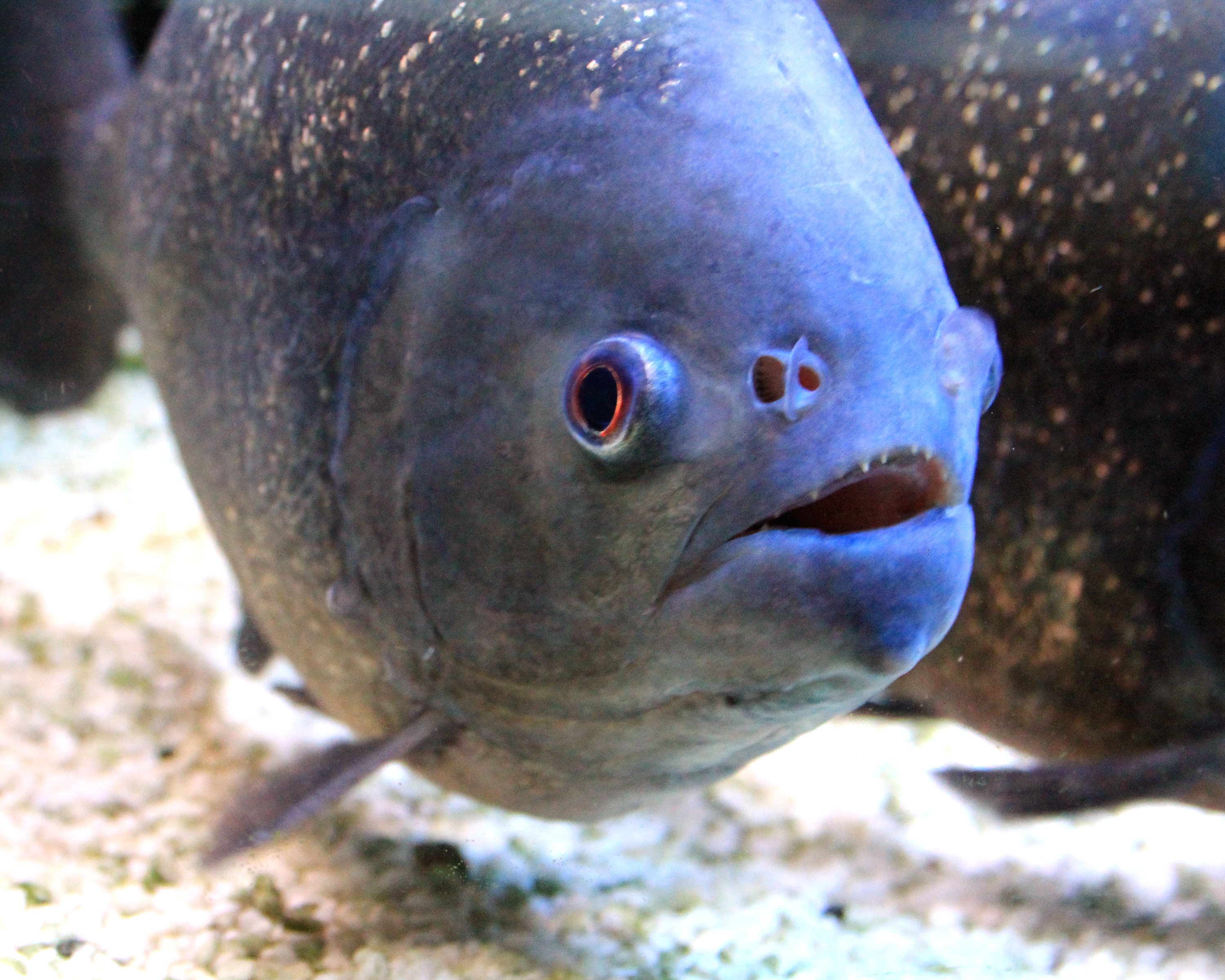
En un acuario en Praga, República Checa.

El macho puede alcanzar los 33,3 cm de longitud total y 3850 g de peso.
Lo primero que llama la atención es una mandíbula prominente y una poderosa boca llena de dientes en posición terminal. La aleta dorsal está situada más atrás de lo normal, y la anal se encuentra separada de la caudal únicamente por el pedúnculo caudal. La mandíbula inferior es más prominente mostrando a veces la punta de los dientes (Dato importante para distinguirlas de los Pacus en algunos comercios). El movimiento natatorio es parecido al movimiento de una serpiente, realizado principalmente por los fuertes músculos laterales del cuerpo junto con la aleta caudal. Ninguna de sus otras aletas es de real importancia en la locomoción y durante el nado lento son plegadas al cuerpo. Las aletas inferiores se utilizan para estabilizar el equilibrio del pez, y junto con la vejiga natatoria sirven además para que la piraña flote casi sin moverse.
La aleta dorsal carece de espinas y cuenta con 16-18 radios. La aleta anal, igualmente sin espinas, tiene 27-30 radios.
En cuanto a la coloración, de los jóvenes, son muy plateados y con puntos negros por todo el cuerpo, a medida que van creciendo esos puntos negros empezarán a desaparecer, la barriga tomará un color rojo intenso (por esto en países anglosajones se les conoce como red belly = 'barriga roja'), el plateado se tornará más oscuro, quizás un tono verdoso, quizás azulado depende de cada piraña, y el iris tomará un color naranja intenso también.

## Alimentación
La piraña de vientre rojo come insectos, gusanos y peces (entre otros, Astyanax bimaculatus, Brycon hilarii, Cichlasoma dimerus, Crenicichla lepidota, Hoplias malabaricus y Markiana nigripinnis), aunque generalmente el pescado suele abarcar el 90 % de su dieta.

## Hábitat
Es un pez de agua dulce y de clima subtropical a tropical, de entre 23 y 27 °C de temperatura.

## Distribución geográfica
Se encuentra en Sudamérica, en las cuencas de los ríos Amazonas, Orinoco, Paraguay, Paraná, Esequibo y Uruguay, y en ríos costeros del noreste de Brasil con agua blanda y ligeramente ácida, pH 6.0 a 7.0, GH 5ºd-11ºd.

## Observaciones
Las pirañas de vientre rojo pueden ocasionar graves mordeduras a los humanos, debido a su dentadura. En la cuenca del Plata (por ejemplo en las aguas del río Paraná) normalmente son inofensivas por dos factores: solo se vuelven agresivas para animales corpulentos al norte del paralelo 20°S ya que las aguas cálidas estimulan su agresividad y gregarismo y porque naturalmente los yacarés y nutrias gigantes (o ariraí) controlaban sus poblaciones al tener a las palometas y pirañas en general como presas, pero al ser casi exterminados (durante el siglo XX y la primera década del siglo XXI los yacarés y las nutrias) desapareció el equilibrio natural  que controlaba a estos pequeños peces carnívoros. Por otra parte, en momentos de ola de calor o de sequía veraniega tal cual ocurre a inicios del siglo XXI el nivel de los ríos en que habitan baja y al bajar el nivel de las aguas de estos ríos el agua de los mismos se calienta más al recibir la radiación solar, esto explica los sorpresivos y hasta entonces desconocidos ataques de "palometas" a bañistas en las costas fluviales de ciudades tan australes como la ciudad argentina de Rosario ocurrida  durante la ola de calor de la segunda mitad de diciembre de 2013.